# بيتر زاك
بيتر زاك (بالإنجليزية: Peter Zak)‏ هو عازف بيانو أمريكي، ولد في 13 مايو 1965 في لوس أنجلوس في الولايات المتحدة.

## وصلات خارجية
- بيتر زاك على موقع ميوزك برينز (الإنجليزية)
- بيتر زاك على موقع أول ميوزيك (الإنجليزية)
- بيتر زاك على موقع ديسكوغز (الإنجليزية)